# Dormagener Modell
Das Dormagener Modell bezeichnet ein Projekt zur Prävention von familiärer Gewalt und Kindesmissbrauch. Entwickelt und umgesetzt wurde es 2006 von Heinz Hilgers, dem Vorsitzenden des Deutschen Kinderschutzbundes und damaligen Bürgermeister von Dormagen.

## Geschichte
Anlässlich aktueller Studien, welche besagen, dass ein stetig wachsender Anteil junger Eltern durch sozialen oder beruflichen Druck belastet sei, dass ein Achtel aller Kinder in Armut lebe und dass sich die Zahl der Kindesmissbräuche ständig vergrößere, sah sich Heinz Hilgers 2006 dazu gezwungen, dieser, für die Entwicklung Neugeborener und Kleinkinder, negativen Entwicklung entgegenzuwirken. 
Er orientierte sich bei der Lösungsfindung vor allem am sog. Neuvola-System Finnlands, welches vorsieht, dass Hebammen und Krankenschwestern schon vor der Geburt eng mit den werdenden Eltern zusammenarbeiten, und an der Familienpolitik Dänemarks, die u. a. besagt, dass jede Familie nach der Geburt eines Kindes von einer Sozialarbeiterin besucht wird.

## Das Modell
Das Modell sieht vor, dass ein Kontakt zu den Eltern in ruhigen Zeiten aufgebaut wird, sodass bei Bedenken bezüglich der Kindeserziehung oder des Wohls des Kindes frühzeitig interveniert werden kann. Nach der Geburt eines Kindes ist so der Besuch eines Sozialarbeiters vorgesehen, welcher ein Babybegrüßungspaket (Ratgeber, Sprachförderungskalender etc.) übergebe, gleichzeitig aber die Möglichkeit nutze, einen Eindruck von den Gegebenheiten der Familie zu erhalten. Werden Bedenken festgestellt, so kann der Familie Unterstützung durch das Jugendamt oder andere soziale Einrichtungen angeboten werden.
Vorgesehene Maßnahmen sind beispielsweise persönliche Beratungen vor und nach der Geburt, regelmäßige Hausbesuche, eine Betreuungsplatzgarantie und die Übernahme von Kosten für z. B. Nachhilfe, Lernmittel oder Mittagessen.

## Umsetzung
Nach der Ausarbeitung des Konzeptes wurde dieses im Oktober 2006 im Dormagener Stadtrat, trotz einiger Kritikpunkte (Generalverdacht, Privatsphäre), einstimmig mit 44:0 Stimmen der sieben im Stadtrat vertretenen Parteien beschlossen. Es wird mit jährlichen Kosten in Höhe von 3,4 Millionen Euro für die Umsetzung des Modells gerechnet.

Aufgrund rechtlicher Bestimmungen bezüglich der Privatsphäre ist es den Eltern jedoch möglich, einen Besuch abzulehnen.

## Rezeption
Das Konzept und deren Umsetzung wurde in Deutschland äußerst positiv aufgenommen. Nahezu alle betroffenen Elternpaare stimmten dem Dormagener Modell zu. Auch der damalige nordrhein-westfälische Familienminister Armin Laschet zeigte sich überzeugt und kündigte an, das Modell landesweit einführen zu wollen.

In verschiedenen anderen Städten wurden in den folgenden Jahren ähnliche Ideen entwickelt und teilweise umgesetzt.